# Macintosh LC 630

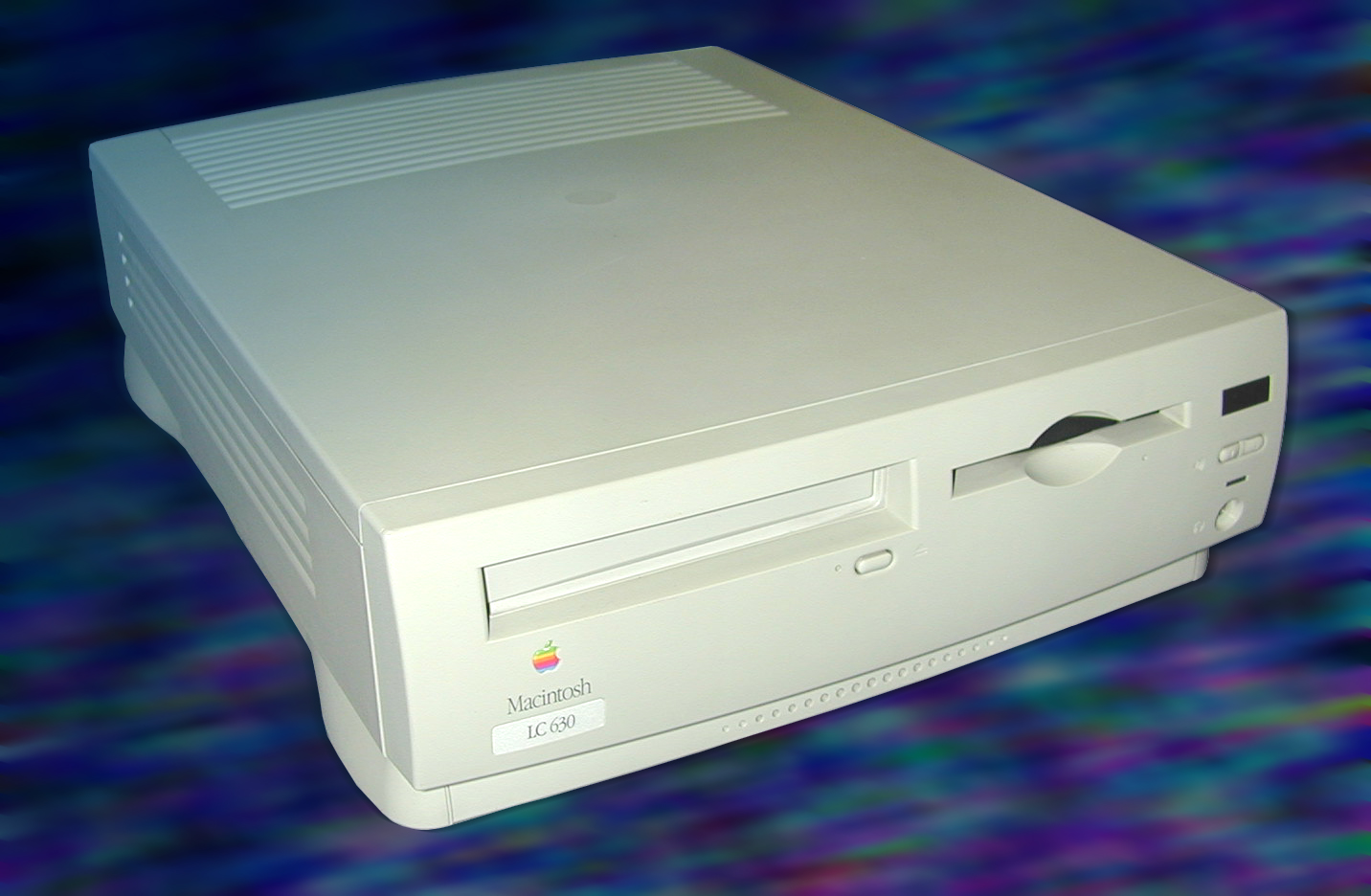
Macintosh LC630

Macintosh LC 630 （Macintosh Quadra 630およびMacintosh Performa 630としても販売）は、Appleによってデザインされ、1994年7月から1995年10月まで販売されたパーソナルコンピュータである。Quadra 610の代替品として導入され、当時Macintoshラインナップの中で最も安価なMacintosh LCシリーズの機種であり、価格は1,199米ドルからであった。
AppleのCPUは、数ヵ月前に発表されたPower MacintoshですでにPowerPCへの移行が始まっていたが、Macintosh LC 630は旧来のモトローラの68040と68LC040チップを中心に構成されたものであった。その理由として、2つのことが挙げられた。1つは、古いチップの方が安価であること、もう1つは、当時はPowerPCに対応した教育用ソフトがほとんどなかったことである。また、既存のPowerPC用ソフトは、まだ英語以外の言語への翻訳がされていなかった。
630はMacintosh Quadraと名付けられた最後の製品であり、以前のQuadra 950の方が長く販売されていた。630のフォームファクタはその数ヶ月前に発売されたPower Macintosh 6200に引き継がれたが、価格は2,300ドルと2倍近くになってしまった。Power Macintosh 4400はAppleの最廉価Power Macintoshだったが、1,725ドルと630より数百ドル高かった。

## ハードウェア

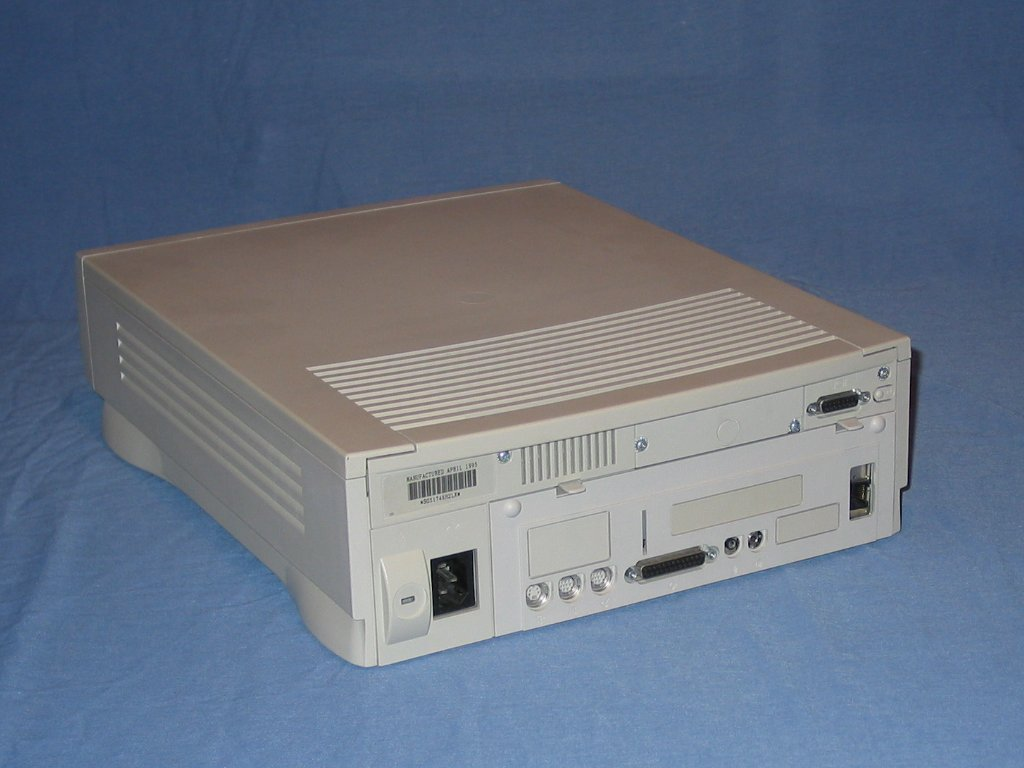
Macintosh LC 630の背面

フォームファクタ：LC 630には、Macintoshシリーズとして新しい筐体デザインを導入された。前面には、Macintosh初のヘッドフォンジャックと音量アップ/ダウンボタンが搭載されていえる。 Performa 637CDおよび638CDモデルに搭載されているTVチューナーカードのリモコン用に赤外線受信機がある。ケースのマザーボードには、ケースの背面下部にあるカバーを開き、マザーボードが取り付けられていた引き出しを引き出してアクセスできる。これはLC 575に似ている。
メモリ：すべての630モデルには、ロジックボードに4MBが直付けされている。ロジックボードには、 SIMMスロットが1つまたは2つある。いずれの場合も、1つ目のSIMMスロットには80nsの非パリティチップが必要で、リフレッシュレートは2k以上で、4、8、16、または32MBのSIMMが機能する。2つ目のスロットは、最大16MBの片面SIMMカードのみをサポートする。したがって、最大メモリは2スロットシステムの場合は52MB、1スロットシステムの場合は36MBとなる。
ハードドライブコントローラ：以前のMacintoshモデルと比較した場合の大きな違いの1つは、内蔵ハードドライブインターフェイスの選択だった。 IBM PC互換プラットフォームの標準に準拠して、SCSIの代わりに安価で低速のIDEドライブが初めて使用された。外部SCSIポートは引き続き使用可能であり、CD-ROMは内部でSCSIを使用していたが、630は、当時のハイエンドMacで使用されていたものよりも古く大幅に遅いコントローラを使用していた。
ビデオ回路：1つのみ外部モニターがDB-15コネクターを介してサポートされる。アップグレード不可能な1MBのDRAMがマザーボードにはんだ付けされている。これにより、16ビットカラーで最大640x480、8ビットカラーで最大832x624の解像度が提供される。24ビットカラーや832x624以上の解像度には、別のビデオカードが必要である。VRAMの代わりにDRAMを使用して、コストを下げられるが、パフォーマンスが低下し、ちらつきの可能性が高くなる。MacWorldは彼らのテストでは、 Quadra630のビデオパフォーマンスを「平凡」と表現した。
CD-ROMドライブ：Apple CD 300i plus搭載。これは、オーディオCDだけでなく656MBおよび748MBのCD-ROMを読み取れる2倍速SCSIドライブだった。 Quadra 610のキャディトレイは、トレイローディングメカニズムに置き換えられている。
リモコン：TV/ビデオシステムを搭載したモデルには、SonyRMC-A1リモコンが付属した。その結果、リモコンはこのMacintoshだけでなく互換性のあるSonyテレビの両方を同時に制御できる。
パフォーマンス：MacWorld Magazineは、Quadraのリリース時のベンチマークによると、パフォーマンスはQuadra 950に近いがQuadra 800よりわずかに遅いとリポートした。

## モデル
Quadra 630は、ターゲット市場に応じて異なる名前が付けられた。米国のプロフェッショナルおよびビジネス用のMacintosh Quadra 630 、日本市場およびK-12教育市場用のMacintosh LC 630 、消費者および高等教育市場向けのMacintosh Performa 630である。
Performa 630は、含まれているハードウェアとソフトウェアの機能に応じて、わずかに異なるいくつかのモデル番号で販売された。一部のモデルには、Apple Performa PlusDisplayと呼ばれる14インチのシャドウマスクCRTがセット販売されていた。
1994年7月1日発表：
- Macintosh Performa 630 ：CD-ROMドライブを除いて、LC630と同じ[8]。消費者向け小売チャネルで販売された。 1,449米ドル
- Macintosh Performa 630CD ：Performa 630と同じだが、CD-ROMドライブが付いてる[8]。 1,849米ドル [6]
- Macintosh Performa 635CD ：Performa 630と同じだが、5MB RAM、2x CD-ROM、 Apple Multiple Scan 15 Display 、およびモデム[9] を備えている。1,849米ドル [6]
- Macintosh Performa 636 ：Performa 630と同じ[10]は、高等教育市場にのみ販売された。 1,349米ドル。 [6]
- Macintosh Performa 636CD ：CD-ROM付きのPerforma 636 [10]は、高等教育市場にのみ販売された。 1,649米ドル。 [6]
- Macintosh Performa 637CD ：モニター付きの636CD、および350MBのハードディスク[11]
- Macintosh Performa 638CD ：モニターなしの637CDだが、代わりにTV /ビデオ入力カードが付いていた-Performa638 CD/Vには、TVチューナーカードと15インチマルチスキャンディスプレイが付属した。 [12]

1994年7月18日発表：
- Macintosh Quadra 630： 33MHzの68040プロセッサ、4MBのRAM、および250MBのハードディスク[4]、オプションとして2xCD-ROMが利用可能でだった[13]。1,199米ドル。日本未発売。

1994年11月3日発表：
- Macintosh LC 630 ：Quadra 630とほぼ同じだが、 FPUのない68LC040プロセッサを搭載していた[14]。日本では全のチャンネルで販売されていたが、米国では幼稚園から高校までの教育市場でのみ販売されていた。4MBのRAMで1,299米ドル; 8MBのRAMと2倍のCD-ROMで1,949米ドル。

1995年4月3日発表：
- Macintosh LC 630 DOSコンパチブルカード：LC 630と同じだが、66 MHzの追加の486DX2プロセッサと、プロセッサダイレクトスロットカード上の専用RAMがあった。これにより、MS-DOSおよびWindows 3.1アプリケーションを実行する機能が追加された。両方のオペレーティングシステムが付属した[15]。米国の幼稚園から高校までの教育市場でのみ販売。1,899米ドル。

1995年5月1日発表：
- Macintosh Performa 630CD DOS互換：Performa 630CDと同じだが、2つ目のRAMスロットがあり、PDSスロットにDOSエミュレーションカード搭載[16]。
- Macintosh Performa 640CD DOS互換：2つ目のRAMスロット、モデム、および630CDDOS互換の486プロセッサカードを備えた631CD [17]

1995年7月17日発表：
- Macintosh Performa 631CD ：Performa 630CDと同様だが、2番目のRAMスロット、8MBのRAM標準、500MBのハードディスクがあり、モニターとモデムがバンドルされて販売されていた[18]